# Nicolae Bătrânu
Nicolae N. Bătrânu (n. secolul al XX-lea – d. secolul al XX-lea) a fost un pilot român de aviație, as al Aviației Române din cel de-al Doilea Război Mondial.
A absolvit Școala militară de ofițeri de aviație în 1939 și a fost înaintat la gradul de sublocotenent aviator pe 1 iulie 1939.
A fost înălțat la gradul de locotenent aviator pe data de 24 ianuarie 1942.
A ajuns ulterior la gradul de comandor de aviație. A fost arestat în iunie 1945, în urma unei înscenări, și a fost judecat ca membru al lotului cunoscut sub denumirea de „Organizația T”.